# Lípa republiky (Klánovice)
Lípa republiky v Klánovicích roste na konci ulice Ke Kostelíčku v malém parku jihozápadně od kostela Nanebevzetí Panny Marie.

## Historie
Lípa svobody byla vysazena 28. října 2018 na připomínku 100. výročí vzniku Československé republiky. Vysadili ji klánovické děti a zástupci obce sokolské ze Šestajovic za přítomnosti starosty Klánovic a obyvatel obou obcí.
Lípa je potomkem památné Lípy u hrobky Valentů na Chloumku v okrese Mělník. Má ochranný plůtek a stabilní označení.

## Významné stromy v okolí
- Dub v Klánovicích (Malšovická)
- Dub v Klánovicích (Smiřická)